# John Macapá
John Teixeira da Conceição mais conhecido por John Macapá (Macapá, 18 de novembro de 1986) é um lutador de artes marciais mistas brasileiro que atualmente compete na divisão peso pena do Bellator. Competidor profissional desde 2007, Teixeira já competiu pelo Ultimate Fighting Championship e foi competidor do The Ultimate Fighter: Brasil.

## Biografia

### Início da carreira
De setembro de 2007 a dezembro de 2011, Teixeira acumulou um recorde invicto de 12-0-1, lutando exclusivamente em seu país natal. Teixeira foi classificado como o oitavo melhor candidato peso pena no relatório de aferição de 2012 do site Bloody Elbow.

### The Ultimate Fighter
Em março de 2012, foi revelado que Teixeira seria um participante do The Ultimate Fighter: Brasil. No round de entrada, Teixeira derrotou Giovanni da Silva Santos Jr. por finalização no primeiro round para entrar na casa.
Teixeira foi escolhido em terceiro (quinto geral) por Wanderlei Silva para estar no Team Wanderlei. Foi então escolhido para enfrentar Rodrigo Damm nas quartas de final do torneio. Ele perdeu por decisão dividida após três rodadas.

### Ultimate Fighting Championship
Teixeira fez sua estreia no UFC na edição 147 em 23 de junho de 2012 contra Hugo Viana com um peso catch de 150 libras. Depois que Teixeira perdeu peso. Ele perdeu por decisão dividida. Teixeira foi dispensado da promoção após sua derrota para o Viana.

### Bellator MMA
Teixeira fez sua estreia no Bellator e nos Estados Unidos no Bellator 128 em 10 de outubro de 2014 contra Scott Cleve. Ele venceu a luta por decisão dividida. Teixeira enfrentou Fabrício Guerreiro no Bellator 136 em 10 de abril de 2015. Ele venceu a luta por decisão dividida. Teixeira enfrentou Gleristone Santos no Bellator 143 em 25 de setembro de 2015. Ele venceu a luta por decisão dividida.
Com três vitórias consecutivas no Bellator, Teixeira estava escalado para enfrentar o ex-campeão dos penas do Bellator, Patrício Pitbull, no Bellator 153 no dia 22 de abril de 2016. Uma lesão na costela, no entanto, forçou Teixeira a sair da luta. Em entrevista ao MMAfighting, Freire colocou em dúvida a legitimidade da lesão, que foi refutada por Teixeira. Henry Corrales entrou em cena como um substituto tardio.

## Cartel no MMA
| Cartel no MMA |           |           |
| 0 luta        | 0 vitória | 0 derrota |
| No contest    | 0         | 0         |

| Res.    | Cartel | Oponente                          | Método                                    | Evento                               | Data                   | Round | Tempo | Local                    | Notas                                               |
| ------- | ------ | --------------------------------- | ----------------------------------------- | ------------------------------------ | ---------------------- | ----- | ----- | ------------------------ | --------------------------------------------------- |
| Vitória | 25-8-2 | Mauricio Machado                  | TKO (Socos)                               | Shooto Brazil 111                    | 28 de outubro de 2022  | 1     | 0:36  | Rio de Janeiro           |                                                     |
| Derrota | 24-8-2 | Abdul-Rakhman Dudaev              | KO (Soco Rodado)                          | ACA 141                              | 22 de julho de 2022    | 1     | 0:44  | Sochi                    |                                                     |
| Derrota | 24-7-2 | Timur Nagibin                     | Decisão (unânime)                         | Russian Cagefighting Championship 11 | 6 de maio de 2022      | 3     | 5:00  | Yekaterinburg            |                                                     |
| Vitória | 24-6-2 | Jaciel de Souza Lima              | Nocaute Técnico                           | Shooto Brazil 110                    | 18 de dezembro de 2021 | 1     | 1:38  | Rio de Janeiro           |                                                     |
| Derrota | 23-6-2 | John de Jesus                     | Decisão(dividida)                         | Bellator 261                         | 25 de junho de 2021    | 3     | 5:00  | Uncasville, Connecticut  |                                                     |
| Derrota | 23–5–2 | Mikuru Asakura                    | Decisão (unânime)                         | Rizin 20                             | 31 de dezembro de 2019 | 3     | 5:00  | Saitama, Japão           |                                                     |
| Vitória | 23–4–2 | Ashleigh Grimshaw                 | TKO (doctor stoppage)                     | Bellator 226                         | 7 de setembro de 2019  | 2     | 5:00  | San José, Estados Unidos |                                                     |
| Vitória | 22–4–2 | Kevin Croom                       | Decision (unanimous)                      | Bellator 218                         | 22 de março de 2019    | 3     | 5:00  | Thackerville             |                                                     |
| Derrota | 21–4–2 | A.J. McKee                        | KO (punch)                                | Bellator 205                         | 21 de setembro de 2018 | 1     | 1:09  | Boise                    |                                                     |
| Derrota | 21–3–2 | Pat Curran                        | Decision (unanimous)                      | Bellator 184                         | 6 de outubro de 2017   | 3     | 5:00  | Thackerville             |                                                     |
| Derrota | 21–2–2 | Daniel Weichel                    | Decision (split)                          | Bellator 177                         | 14 de abril de 2017    | 3     | 5:00  | Budapeste                |                                                     |
| Vitória | 21–1–2 | Justin Lawrence                   | Decision (unanimous)                      | Bellator 167                         | 3 de dezembro de 2016  | 3     | 5:00  | Thackerville             |                                                     |
| Vitória | 20–1–2 | Milson Araujo                     | Decision (unanimous)                      | Eco Fight Championship               | 5 de dezembro de 2015  | 3     | 5:00  | Macapá                   |                                                     |
| Vitória | 19–1–2 | Gleristone Santos                 | Decision (split)                          | Bellator 143                         | 25 de setembro de 2015 | 3     | 5:00  | Hidalgo                  |                                                     |
| Vitória | 18–1–2 | Fabrício Guerreiro                | Decision (split)                          | Bellator 136                         | 10 de abril de 2015    | 3     | 5:00  | Irvine                   |                                                     |
| Vitória | 17–1–2 | Scott Cleve                       | Decision (split)                          | Bellator 128                         | 10 de outubro de 2014  | 3     | 5:00  | Thackerville             |                                                     |
| Vitória | 16–1–2 | Oberdan Vieira Tenorio            | Submission (rear-naked choke)             | Iron Man Vale Tudo 27                | 15 de março de 2014    | 3     | 3:20  | Macapá                   |                                                     |
| Empate  | 15–1–2 | Rivaldo Junior                    | Empate (split)                            | Shooto: Brasil 40                    | 23 de junho de 2013    | 3     | 5:00  | Manaus                   |                                                     |
| Vitória | 15–1–1 | Lucas Caio                        | TKO (doctor stoppage)                     | Shooto: Brasil 38                    | 19 de abril de 2013    | 1     | 2:58  | São Paulo                |                                                     |
| Vitória | 14–1–1 | Francisco Cylderlan Lima da Silva | KO (punch)                                | MMA Rocks                            | 8 de dezembro de 2012  | 1     | 0:32  | São Paulo                |                                                     |
| Vitória | 13–1–1 | Rafael Macedo                     | TKO (doctor stoppage)                     | Shooto: Brasil 35                    | 20 de outubro de 2012  | 1     | 5:00  | Rio de Janeiro           |                                                     |
| Derrota | 12–1–1 | Hugo Viana                        | Decision (split)                          | UFC 147                              | 23 de junho de 2012    | 3     | 5:00  | Belo Horizonte           | Catchweight (150 lbs) bout; Teixeira missed weight. |
| Vitória | 12–0–1 | Paulo Dinis                       | Technical Submission (arm-triangle choke) | Amazon Fight 10                      | 7 de dezembro de 2011  | 2     | 2:10  | Belém                    |                                                     |
| Vitória | 11–0–1 | Jamil Silveira da Conceição       | Submission (guillotine choke)             | Golden Fight 2                       | 8 de outubro de 2011   | 1     | N/A   | Macapá                   |                                                     |
| Vitória | 10–0–1 | Guilherme Matos Rodrigues         | KO (punch)                                | Amazon Fight 9                       | 15 de setembro de 2011 | 3     | 4:01  | Belém                    |                                                     |
| Vitória | 9–0–1  | Rafael Carvalho                   | Submission (rear-naked choke)             | Iron Man Vale Tudo 20                | 4 de setembro de 2010  | 3     | 3:47  | Macapá                   |                                                     |
| Vitória | 8–0–1  | Michel Addario Bastos             | Decision (unanimous)                      | Iron Man Championship: Champions     | 19 de abril de 2009    | 3     | 5:00  | Belém                    |                                                     |
| Vitória | 7–0–1  | Francisco Carvalho Jr.            | Submission (kimura)                       | Hiro Super Fight 13                  | 13 de março de 2009    | 1     | 2:10  | Belém                    |                                                     |
| Vitória | 6–0–1  | Jimmy Lira Nascimento             | Submission (kimura)                       | Gladiador Fight                      | 31 de janeiro de 2009  | 1     | 2:07  | Macapá                   |                                                     |
| Vitória | 5–0–1  | Willian Cabocão                   | Decision (unanimous)                      | Super Pitbull Fight                  | 4 de dezembro de 2008  | 3     | 5:00  | Castanhal                |                                                     |
| Empate  | 4–0–1  | Rodrigo de Lima                   | Empate                                    | Arena Fighting Championship          | 27 de setembro de 2008 | 3     | 5:00  | Macapá                   |                                                     |
| Vitória | 4–0    | Alisson Deivid Rodrigues          | Submission (armbar)                       | MMA: Evolution 1                     | 5 de julho de 2008     | 3     | 3:27  | Macapá                   |                                                     |
| Vitória | 3–0    | Marcio Alex dos Santos Vales      | Submission (armbar)                       | WCC: W-Combat 2                      | 15 de setembro de 2007 | 1     | 2:03  | Macapá                   |                                                     |
| Vitória | 2–0    | Alex Pantoja dos Santos           | Submission (armbar)                       | WCC: W-Combat 2                      | 15 de setembro de 2007 | 1     | 1:59  | Macapá                   |                                                     |
| Vitória | 1–0    | Marcio Alex dos Santos Vales      | Submission (armbar)                       | Dragon Fight Championship            | 12 de setembro de 2007 | 3     | 1:24  | Macapá                   |                                                     |